# Nakajima J1N
Chiếc Nakajima J1N1 là một kiểu máy bay hai động cơ được Hải quân Đế quốc Nhật Bản sử dụng trong Thế Chiến II trong vai trò máy bay trinh sát, máy bay tiêm kích bay đêm và máy bay tấn công cảm tử Thần Phong (kamikaze). Chuyến bay đầu tiên được thực hiện vào tháng 5 năm 1941. Nó được phe Đồng Minh đặt tên mã là "Irving", vì nhầm tưởng một phiên bản trinh sát ban đầu, kiểu J1N1-C, là một kiểu máy bay tiêm kích.

## Thiết kế và phát triển
Vào giữa năm 1938, Hải quân Đế quốc Nhật Bản đã yêu cầu thiết kế một kiểu máy bay tiêm kích hai động cơ để hộ tống chiếc máy bay ném bom chủ yếu vào thời đó, chiếc Mitsubishi G3M "Nell". Tầm hoạt động của chiếc máy bay tiêm kích Hải quân tiêu chuẩn Mitsubishi A5M "Claude" lúc đó chỉ đạt được 1.200 km, hoàn toàn không đủ khi so sánh với 4.400 km của chiếc G3M. Hơn nữa, đến lúc ấy, khả năng của chiếc máy bay tiêm kích "Zero", vốn còn đang được phát triển, vẫn còn đang đợi được đánh giá, đặt áp lực lên nhu cầu cần có máy bay tiêm kích hộ tống tầm xa.
Vào tháng 3 năm 1939, Mitsubishi và Nakajima bắt đầu phát triển kế hoạch 13-Shi. Chiếc nguyên mẫu rời khỏi nhà máy vào tháng 3 năm 1941, trang bị hai động cơ Nakajima Sakae 21/22 14 xy lanh công suất 1.130 mã lực. Đội bay gồm ba người, và chiếc máy bay được trang bị một khẩu pháo 20 mm và sáu súng máy 7,7 mm, trong đó bốn khẩu được gắn trên tháp súng vận hành bằng điện. Trọng lượng nặng của chiếc máy bay ảnh hưởng đáng kể đến tính năng bay, nhưng khả năng điều khiển là xuất sắc đối với một chiếc máy bay to như thế, đạt gần bằng chiếc Mitsubishi Zero, và việc sản xuất cũng được chấp thuận cho một phiên bản trinh sát hình ảnh, kiểu J1N1-C, được Hải quân đặt tên chính thức là Máy bay Trinh sát Hải quân Loại 2. Một phiên bản đời đầu, kiểu J1N1-F, có một tháp súng hình cầu với một khẩu pháo 20 mm Kiểu 99 Loại 1 được gắn ngay phía sau phi công.

## Lịch sử hoạt động

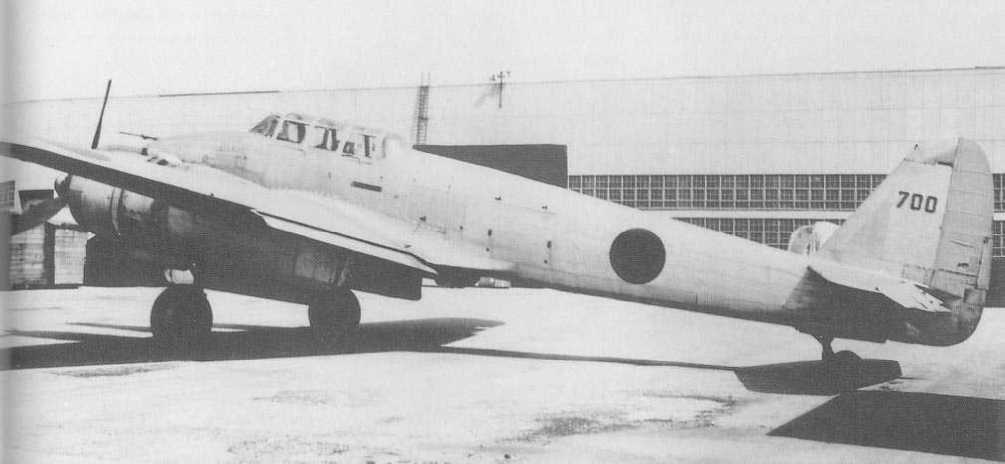
Chiếc Nakakima J1N1-R phiên bản trinh sát.

Vào năm 1943, Trung tá Yasuna Kozono thuộc Trung đoàn bay 251 tại Rabaul đi đến ý tưởng cải biến chiếc J1N1-C thành một kiểu máy bay tiêm kích bay đêm. Chiếc J1N1-C KAI được cải tiến ngoài mặt trận đã bắn rơi hai chiếc B-17 Flying Fortress của Liên đội Ném bom 43 Hoa Kỳ đang tấn công các sân bay chung quanh Rabaul vào ngày 21 tháng 5 năm 1943.
Hải quân Nhật nhanh chóng nhận ra lợi điểm và đã đặt hàng cùng Nakajima về một thiết kế mới tên gọi J1N1-S chuyên dụng tiêm kích bay đêm. Phiên bản này được đặt tên là Kiểu 11 Gekkō (月光, "Nguyệt Quang"). Nó yêu cầu một đội bay chỉ gồm hai người, và giống như chiếc KAI, nó được trang bị một cặp pháo 20 mm Kiểu 99 Loại 1 bắn hướng lên trên và một cặp thứ hai bắn hướng xuống dưới một góc 30°, đặt trên thân phía sau buồng lái, tương tự như cấu hình Schräge Musik của Đức. Việc sắp xếp như vậy có hiệu quả chống lại được những chiếc máy bay ném bom B-17 và B-24, và sự hiện hữu của nó không được phe Đồng Minh nhanh chóng nhận ra vì cho rằng Nhật Bản không có được kỹ thuật về thiết kế máy bay tiêm kích bay đêm. Các phiên bản đầu tiên trang bị các đèn pha tìm kiếm trước mũi thay cho radar; và các phiên bản sau này loại bỏ các khẩu súng bên dưới thay bằng một khẩu pháo 20 mm (phiên bản J1N1-Sa Kiểu 11a). Các phiên bản khác không có ăn-ten radar hay đèn pha trước mũi được bổ sung thêm một khẩu pháo 20 mm vào vị trí đó.
Những chiếc J1N1-S đã được sử dụng để chống lại những chiếc máy bay ném bom B-29 Superfortress tại Chính quốc Nhật Bản, cho dù việc thiếu một kiểu radar tốt và tính năng bay ở tầm cao không đủ đã làm chúng trở nên què quặt, thường chỉ lướt qua một lượt để tấn công những chiếc máy bay ném bom B-29 tốc độ cao. Tuy nhiên, một số phi công có kỹ năng đã có được những chiến thắng ngoạn mục, như Trung úy Sachio Endo được ghi nhận đã bắn rơi tám chiếc B-29 và làm hư hại tám chiếc khác trước khi bị một chiếc B-29 bắn hạ, Shigetoshi Kudo (9 chiến công), Shiro Kuratori (6 chiến công), và Juzo Kuramoto (8 chiến công); hai người cuối đã bắn rơi năm chiếc B-29 trong đêm 25-26 tháng 5 năm 1945. Một đội bay Gekko khác đã bắn rơi năm chiếc B-29 trong một đêm, nhưng những thành công như vậy rất hiếm. Nhiều chiếc Gekko bị bắn rơi hay bị phá hủy trên mặt đất. Một số chiếc Gekko được chuyển sang các nhiệm vụ "Tokko", thuật ngữ tiếng Nhật dành cho các cuộc tấn công cảm tử Thần phong (kamikaze), sử dụng những trái bom 250 kg gắn dưới cánh.

## Các phiên bản

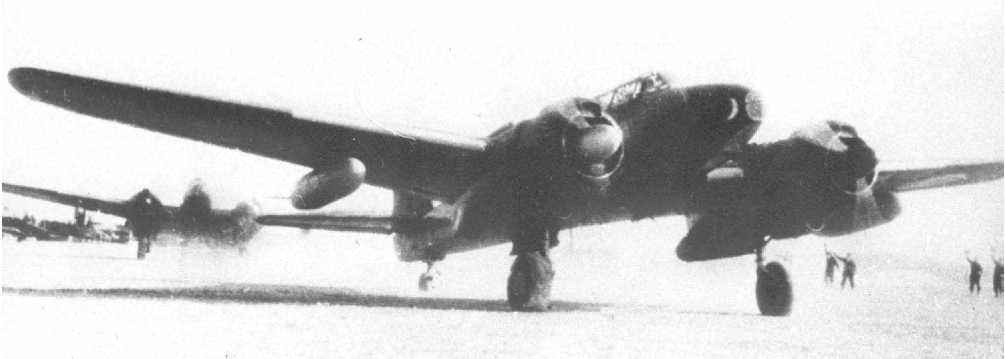
Những chiếc J1N1S trong phi vụ tấn công cảm tử Kamikaze mang bom 250 Kg dưới cánh.

J1N1Chiếc nguyên mẫu.
J1N1-CMáy bay trinh sát tầm xa.
J1n1-C KAI
J1N1-RSau đổi tên thành J1N1-F.
J1N1-SMáy bay tiêm kích bay đêm.
J1N1-Sa

## Các nước sử dụng
Nhật Bản
- Hải quân Đế quốc Nhật Bản

## Đặc điểm kỹ thuật (J1N1-S)

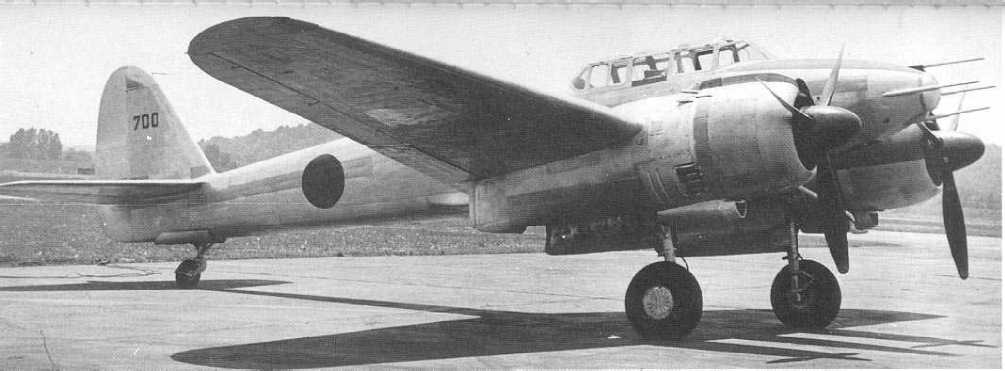
Chiếc Nakakima J1N1-R phiên bản trinh sát.

### Đặc tính chung
- Đội bay: 02 người
- Chiều dài: 12,77 m (41 ft 11 in)
- Sải cánh: 16,98 m (55 ft 8 in)
- Chiều cao: 4,56 m (14 ft 11 in)
- Diện tích bề mặt cánh: 40,0 m² (430 ft²)
- Lực nâng của cánh: 175 kg/m² (36 lb/ft²)
- Trọng lượng không tải: 4.840 kg (10.648 lb)
- Trọng lượng có tải: 7.010 kg (15.422 lb)
- Trọng lượng cất cánh tối đa: 8.184 kg (18.005 lb)
- Động cơ: 2 x động cơ Nakajima Sakae 14 xy lanh bố trí hình tròn, công suất 1.130 mã lực (843 kW) mỗi động cơ

### Đặc tính bay
- Tốc độ lớn nhất: 507 km/h (317 mph)
- Tầm bay tối đa: 3.778 km (2.361 mi)
- Trần bay: 9.320 m (30.570 ft)
- Tốc độ lên cao: 8,7 m/s (1.712 ft/min)
- Tỉ lệ công suất/khối lượng: 0,24 kW/kg (0,15 hp/lb)

### Vũ khí
- 4 x pháo Kiểu 99 20 mm, hai khẩu hướng lên và hai khẩu hướng xuống

## Nội dung liên quan

### Máy bay tương tự
- Kawasaki Ki-45
- Messerschmitt Bf 110
- Bristol Beaufighter
- Northrop P-61 Black Widow
- Heinkel He 219

### Trình tự thiết kế
J1N - 
J2M - 
J3K - 
J4M

### Danh sách liên quan
- Danh sách máy bay chiến đấu
- Danh sách máy bay quân sự Nhật Bản
- Danh sách máy bay trong Chiến tranh Thế giới II
- Danh sách máy bay tiêm kích